# Смотруха
Смотруха — річка в Україні, у Погребищенському районі Вінницької області, ліва притока Росі (басейн Чорного моря).

## Опис
Довжина річки 21 км, похил річки — 4,3 м/км. Формується з лівої притока Котлярки, багатьох безіменних струмків та водойм. Площа басейну 109 км².

## Притоки
- Котлярка - ліва притока
- Річка без назви - ліва притока. Бере  початок на північному заході від  Вишнівки. Тече переважно на південний схід  через Смаржинці і на північному сході від Білашків впадає у річку Смотруху за 5 км від її гирла. Довжина річки 7,8 км, площа водозбірного басейну - 16 км².

## Розташування
Бере початок на північно-східній стороні від села Левківка. Тече переважно на північний схід через село Степанки і на північній околиці міста Погребище впадає в річку Рось, праву притоку Дніпра за 321 км від її гирла.
Населені пункти вздовж берегової смуги: Кулешів, Білашки.